# 理工系の基礎数学 (岩波書店)
理工系の基礎数学（りこうけいのきそすうがく）は、岩波書店から出版されている数学書のシリーズ。

## 概要
理工系の数学入門コースのあとに読むべき本として位置づけられた。長らく絶版であったが、2022年に一括で新装版が出版された。

## 構成
全10冊である。
- 微分積分
- 線形代数
- 常微分方程式
- 偏微分方程式
- 複素関数
- フーリエ解析
- 確率・統計
- 数値計算
- 微分・位相幾何
- 群と表現